# اونی بلکستاک
اونی بلکستاک (انگلیسی: Oni Blackstock؛ زادهٔ ۱۹۷۷ یا ۱۹۷۸ میلادی) یک پزشک داخلی و متخصص اچ‌آی‌وی و ایدز، محقق، و بنیان‌گذار «هلث جاستس»، یک مرکز مشاوره در زمینه برابری نژادی و بهداشتی است. او پیش از این به عنوان معاون کمیسیون اچ‌آی‌وی در اداره بهداشت شهر نیویورک خدمت کرده است، جایی که رهبری پاسخگویی به اپیدمی اچ‌آی‌وی در این شهر را بر عهده داشت. تحقیق‌های او به بررسی تجربیات زنان و افراد رنگین‌پوست در حوزه بهداشت و درمان می‌پردازد. در طول دنیاگیری کووید-۱۹ بلکستاک مشاوره‌هایی دربارهٔ چگونگی حفظ سلامت جنسی مردم نیویورک و کند کردن شیوع کووید-۱۹ ارائه داد و همچنین دستورالعمل‌هایی برای افراد مبتلا به اچ‌آی‌وی و مراقبان بهداشتی اچ‌آی‌وی دربارهٔ احتمال تقاطع اچ‌آی‌وی و کووید-۱۹ منتشر کرد.

## اوایل زندگی و تحصیلات
اونی بلکستاک در بروکلین بزرگ شد. او در دبیرستان استایوسنت در شهر نیویورک تحصیل کرد. سپس دوره‌های کارشناسی و پزشکی خود را در دانشگاه هاروارد گذراند. او در هاروارد همزمان با خواهر دوقلوی خود، اوچه بلکستاک، که او نیز پزشکی خوانده است، تحصیل می‌کرد. بلک‌استاک گفته که الهام‌بخش او برای مطالعه پزشکی، کار مادرش در «تلاقی حمایت و مراقبت‌های اولیه» بوده است. مادر او، دال گلوریا بلکستاک (با نام پیشین ایوانز)، نیز پزشکی را در هاروارد تحصیل کرده و در زمینه نفرولوژی تخصص داشت. مادرش از برنامه تبعیض مثبت دانشکده پزشکی هاروارد بهره‌مند شده بود. اونی بلکستاک مادر خود را در سن ۴۷ سالگی بر اثر سرطان خون از دست داد. سپس در مرکز پزشکی مونتفیوره / کالج پزشکی آلبرت اینشتین در زمینه پزشکی داخلی آموزش دید و به عنوان رئیس مقیم مراقبت‌های سرپایی خدمت کرد. او یک دوره تخصص بالینی ایدز را در مرکز بیمارستان هارلم گذراند و برنامه مطالعات بالینی رابرت وود جانسون در مدرسه پزشکی ییل را به پایان رساند.

## تحقیقات و حرفه
تحقیقات بلکستاک بر مدیریت مؤثر ویروس اچ‌آی‌وی و ایدز، به‌ویژه برای زنان و گروه‌های حاشیه‌ای تمرکز دارد. او استدلال کرده است که مداخلاتی که به اچ‌آی‌وی و بیماری‌های مقاربتی پرداخته‌اند باید تأثیرات نژادپرستی و جنسیت‌گرایی را بر سلامت روانی و جسمی افراد در نظر بگیرند. او گفته است که علاقه‌مند به تأثیر اچ‌آی‌وی بر زنان شده است، زیرا زنان اغلب نقش مرکزی در مراقبت از دیگران ایفا می‌کنند. در بخشی از تحقیقات خود، بلکستاک شناسایی کرده که زنان معمولاً سلامت دیگر اعضای خانواده را بر سلامت خود ترجیح می‌دهند.health.
در سال ۲۰۱۷، او از مرکز کنترل و پیشگیری از بیماری بورسیه تحقیقاتی اچ‌آی‌وی و ایدز برای اقلیت‌ها دریافت کرد تا پیشگیری از اچ‌آی‌وی را در جوامع در معرض خطر بهبود بخشد. پروژه او که به‌طور مشترک با سازمان «آموزش‌دهندگان کاهش آسیب نیویورک» انجام شده بود، بر زنان در شرق هارلم و برانکس تمرکز داشت. در بخشی از تحقیقات خود، او شناسایی کرد که توصیه‌های مرکز کنترل و پیشگیری از بیماری زنان در معرض خطر اچ‌آی‌وی را از دریافت دارو محروم کرده است. بلکستاک پیش از این در هیئت مشاور زنان اداره بهداشت نیویورک سیتی خدمت کرده است که به توانمندسازی زنان در جوامع خود می‌پردازد.
در سال ۲۰۱۸، بلکستاک به‌عنوان معاون کمیسر اداره بهداشت نیویورک سیتی منصوب شد و در دایره ایدز فعالیت کرد. او در ایجاد کمپین «زندگی با اطمینان خاطر» که به زنان کمک می‌کند تا برنامه‌ریزی برای سلامت جنسی خود داشته باشند، نقش داشت. بخشی از تلاش‌های او شامل ترویج پیشگیری پیش‌ازمواجهه (PrEP) در جوامعی است که بیشتر تحت تأثیر اپیدمی اچ‌آی‌وی قرار داشتند، از جمله زنان رنگین‌پوست و افراد ال‌جی‌بی‌تی. ابتکار «پایان دادن به همه‌گیری» که شامل سرمایه‌گذاری ۲۳ میلیون دلاری بود، هشت درمانگاه در سراسر نیویورک سیتی برای آزمایش و درمان با هزینه کم یا بدون هزینه راه‌اندازی کرد. او کمپین «مِید ایکوال» را راه‌اندازی کرد که بخشی از ابتکار U=U (غیرقابل انتقال = غیرقابل انتقال) در نیویورک سیتی بود. این ابتکار پیام را ترویج کرد که افرادی که بار ویروسی اچ‌آی‌وی آنها غیرقابل شناسایی است نمی‌توانند ویروس را از طریق رابطه جنسی منتقل کنند. در سال ۲۰۱۹، بلکستاک اعلام کرد که به لطف این مداخلات بهداشت عمومی، تعداد موارد اچ‌آی‌وی مثبت از سال ۲۰۰۱ به میزان ۶۷٪ کاهش یافته است.
در آوریل ۲۰۲۰، نشریه «مادر جونز» بلکستاک و خواهر دوقلوی او را به‌عنوان افرادی که «در خط مقدم مبارزه نیویورک سیتی با پاندمی کروناویروس قرار دارند» معرفی کرد. در پاسخ به شواهدی که نشان می‌داد بیماری کرونا به‌طور نامتناسبی جان افراد رنگین‌پوست را می‌گیرد، بلکستاک شیوع کروناویروس سندرم حاد تنفسی ۲ را «پاندمی نابرابری‌ها» توصیف کرد. بلکستاک تلاش کرد تا مشاوره خاصی برای ساکنان اچ‌آی‌وی مثبت نیویورک ارائه دهد. بخشی از تلاش‌های او برای کند کردن گسترش ویروس، تهیه دستورالعمل‌هایی برای نحوه رعایت امنیت جنسی در دوران پاندمی بود. این توصیه‌ها شامل جمله «شما امن‌ترین شریک جنسی خود هستید؛ شریک جنسی بعدی امن‌ترین، فردی است که با او زندگی می‌کنید» بود.

## زندگی شخصی
در کنار تحقیقات و کار خود به عنوان یک پزشک، بلکستاک تجربیات خود را در رسانه‌های اجتماعی به اشتراک می‌گذارد. او در درجه اول از توییتر استفاده می‌کند. در سال ۲۰۱۹ او توسط مجله اوت به دلیل تلاش‌هایش برای پایان دادن به اپیدمی ایدز مورد تقدیر قرار گرفت. خواهر دوقلوی او، اوچه بلکستاک، پزشک اورژانس  و بنیان‌گذار/مدیر عامل شرکت «پیشبرد عدالت سلامت» است.